# Parco naturale Paneveggio - Pale di San Martino
Il parco naturale Paneveggio - Pale di San Martino è un'area naturale protetta del Trentino–Alto Adige istituita dalla Provincia autonoma di Trento nel 1967. Il suo scopo è quello di tutelare le caratteristiche naturali e ambientali, promuovere lo studio scientifico e l'uso sociale dei beni ambientali.

## Storia

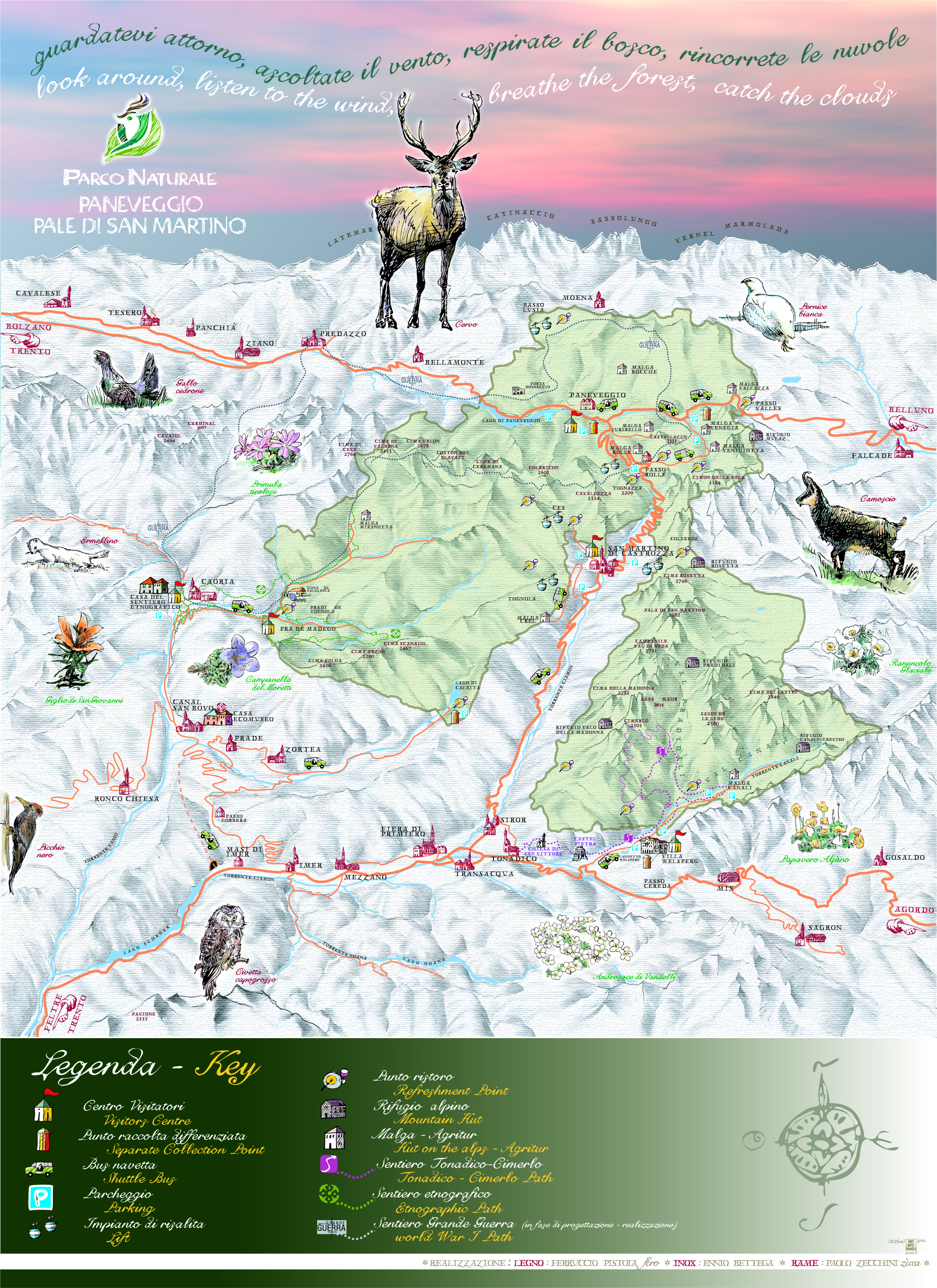
Mappa del Parco

Il Parco è stato istituito nel 1967 con l'adozione del primo Piano Urbanistico Provinciale (P.U.P.) e aveva un'estensione iniziale di 15.704 ettari. Successivamente, nel 1987, con la prima revisione del P.U.P. e l'adozione del nuovo P.U.P., sono stati aggiunti al territorio del Parco 4.007 ettari, arrivando infine a un'estensione complessiva ad oggi di 19.726,09 ettari. Nel 1988 un'apposita legge ordinamentale (L.P. 18/88) ha definito le norme che regolano l'organizzazione amministrativa e la gestione dell'area protetta, dando il via concreto alle attività istitutive.
La legge provinciale n° 11 del 23 maggio 2007 (“Governo del territorio forestale e montano, dei corsi d'acqua e delle aree protette”) riorganizza le finalità e la struttura dei Parchi naturali, inserendoli in una più ampia rete di aree protette, nella quale concorrono alla tutela e alla valorizzazione ambientale anche i siti Natura 2000, le riserve provinciali, le riserve locali, le aree di protezione fluviale. È questa la attuale legge di riferimento per il Parco.
Dal 1990, il Parco è dotato di un ente di gestione, che ha personalità giuridica autonoma; gli organi operativi dell'Ente Parco sono il Comitato di Gestione, la Giunta esecutiva, il Presidente, il Direttore, il Collegio dei Revisori dei conti.

## Geografia e zonizzazione

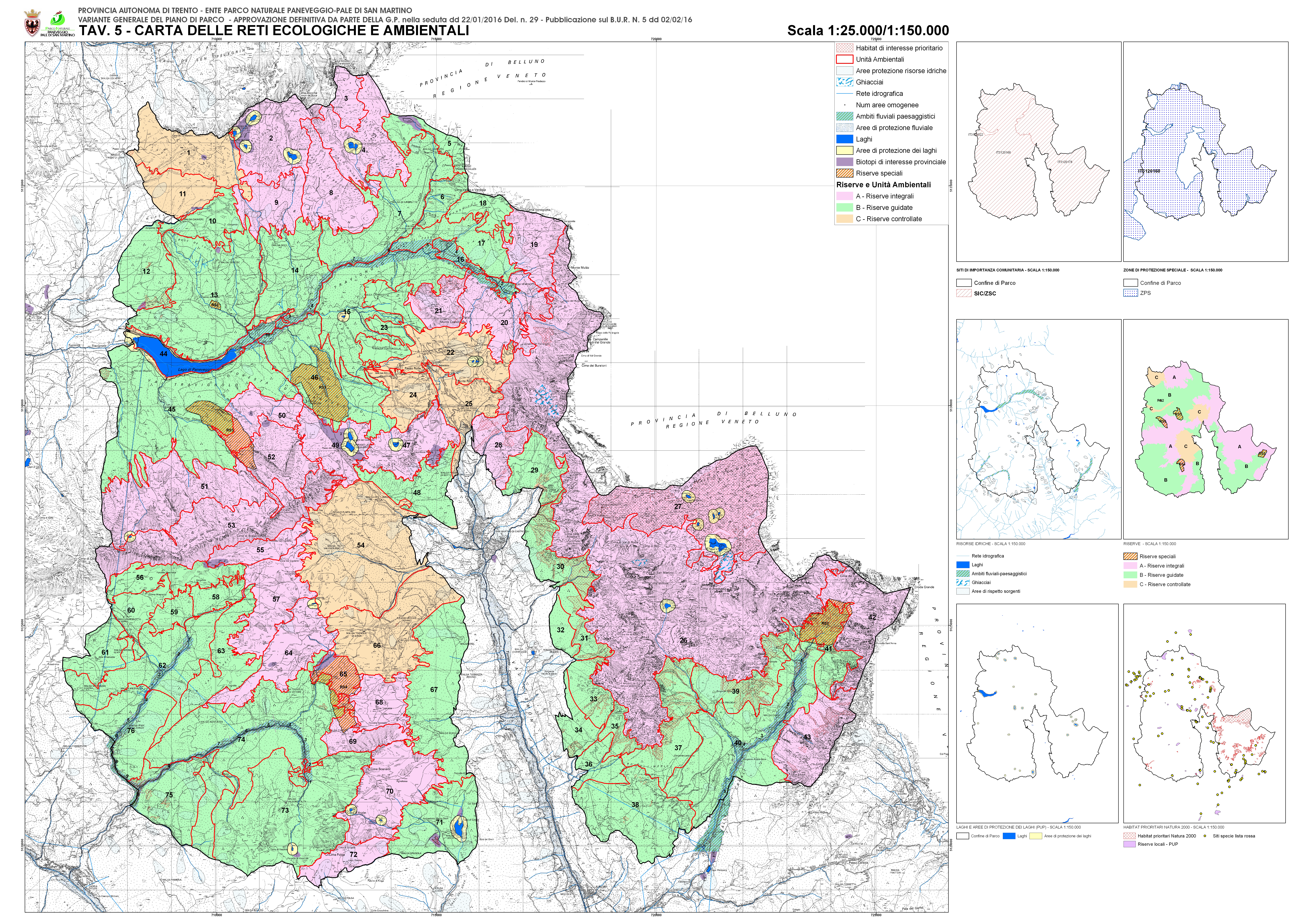
Cartografia delle Zone di riserva del Parco

Il territorio del Parco Paneveggio Pale di San Martino è situato nel Trentino orientale, a un'altitudine che va da quote di poco inferiori ai 1100 m.slm a un'elevazione massima di circa 3200 m slm. Confina con la Val di Fiemme e la Val di Fassa sul versante settentrionale, a sud con il Primiero, a ovest con la Valle del Vanoi. Si sviluppa intorno ai bacini idrografici dei torrenti Cismon, Vanoi e Travignolo, e comprende verso est la parte trentina del gruppo dolomitico delle Pale di San Martino, mentre a ovest include le propaggini orientali della Catena del Lagorai. A nord, definita dai versanti del Lagorai e da quelli del gruppo di Cima Bocche, la vallata del Torrente Travignolo ospita la Foresta Demaniale di Paneveggio, uno tra i più celebri complessi forestali delle Alpi.

L'area del Parco è suddivisa al suo interno in tre differenti zone di riserva, a seconda dei valori ambientali presenti e della rilevanza delle attività umane:
- riserva integrale (39,82%): aree a maggior tutela, dove l'ambiente è caratterizzato da una elevata naturalità; sono consentite le attività di ricerca e monitoraggio, la percorrenza dei sentieri segnalati e limitate attività di pascolo.
- riserva guidata (49,75%): aree nelle quali l'assetto naturale e paesaggistico è mantenuto anche attraverso le attività tradizionali (pascolo, sfalcio, selvicoltura....); si mira a equilibrare le attività umane con le esigenze di conservazione.
- riserva controllata (10,43%): aree nelle quali l'intervento dell'uomo è più marcato (piste e impianti per lo sci, insediamenti residenziali e turistici) e i valori naturalistici originari possono essere alterati; si punta alla riqualificazione delle opere esistenti e alla conservazione delle aree residue a elevata naturalità.

Per proteggere alcuni particolari aspetti della biodiversità, sono inoltre state istituite 5 Riserve Speciali:
- RS Valbona (116,52 ha), in cui si proseguono le ricerche scientifiche sui rapporti fra flora e fauna e sui limiti di tolleranza degli ecosistemi naturali nei confronti dei fattori di disturbo.
- RS Val dei Buoi (3,70 ha), un'area da diversi decenni non più interessata da interventi antropici; si studiano le dinamiche del bosco lasciato all'evoluzione naturale.
- RS Val Canali - Proprietà Welsperg (79,11 ha): si protegge l'habitat prioritario (mugheta e faggeta al limite superiore dell'areale di distribuzione), studiando la colonizzazione delle specie arboree in alta quota.
- RS Valsorda (101,04 ha), area con torbiere e zone boscate umide, ad alto interesse conservazionistico.
- RS Val Ceremana (91,97 ha), con un bosco costituito da una pecceta con caratteristiche strutturali e di età tali da renderla idonea a diventare un bosco vetusto.

All'interno del Parco sono incluse poi alcune aree appartenenti alla rete ecologica europea Natura 2000, che ha lo scopo di mantenere in uno stato di conservazione soddisfacente il patrimonio di risorse di biodiversità rappresentato dagli habitat e dalle specie d’interesse comunitario.
Si tratta di 3 ZSC – Zona Speciale di Conservazione (ex SIC, individuate secondo la cosiddetta “Direttiva Habitat”) e una ZPS – Zona di Protezione Speciale (individuate secondo la cosiddetta “Direttiva Uccelli”):

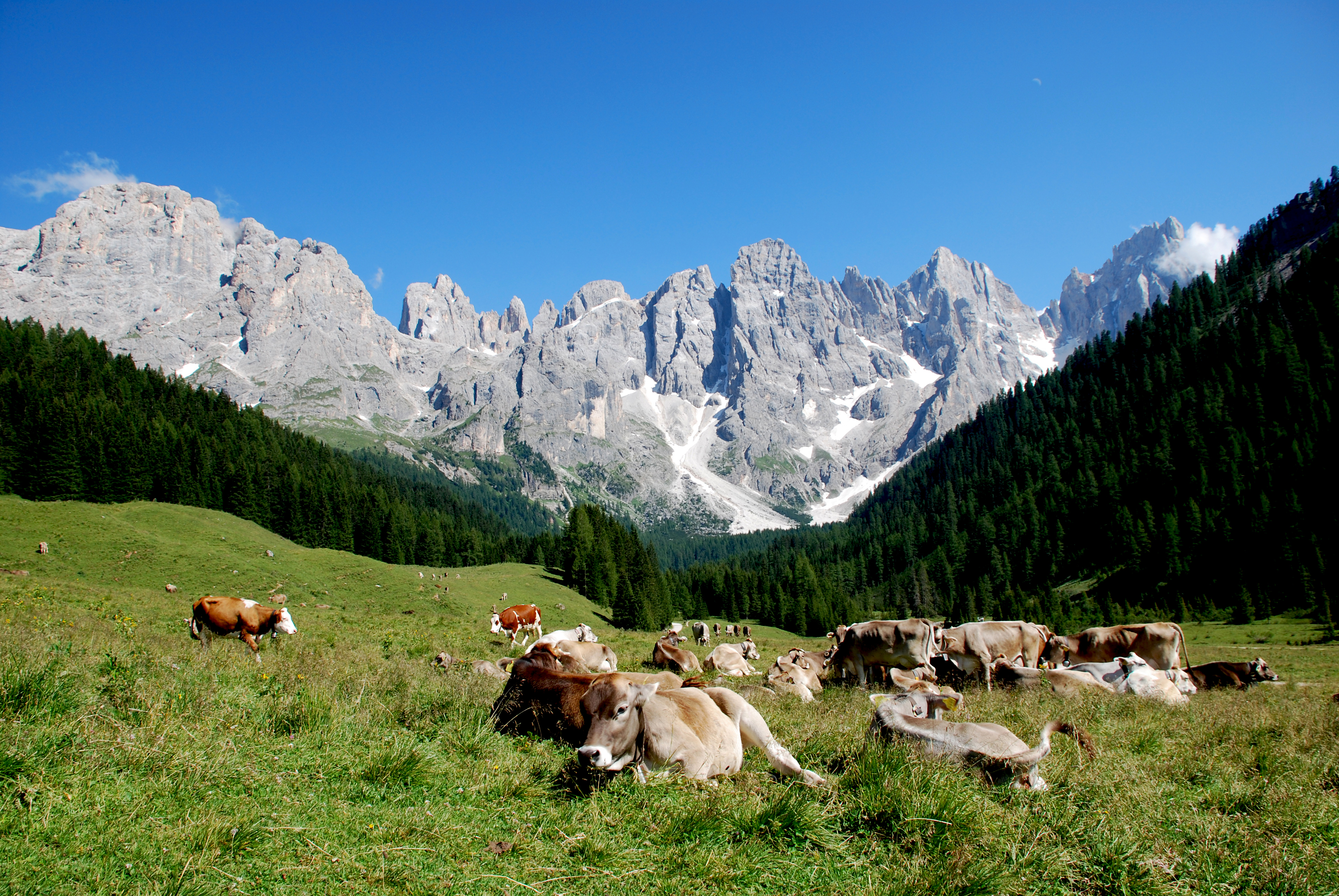
La Val Venegia, una delle più belle valli dolomitiche

- ZCS Lagorai Orientale - Cima Bocche (IT3120168)
- ZSC Pale di San Martino (IT3120178)
- ZSC Palù dei mugheri (IT3120022)
- ZPS Lagorai (IT3120160)

Nelle adiacenze del Parco sono presenti questi altri siti della rete Natura 2000:
- ZSC Catena di Lagorai (IT3120097)
- ZSC Pra' delle Nasse (IT3120028)
- ZSC Sorte di Bellamonte (IT3120023)
- ZSC Valle del Vanoi (IT3120143)
- ZSC/ZPS Val Noana (IT3120126)

## Geologia e geomorfologia

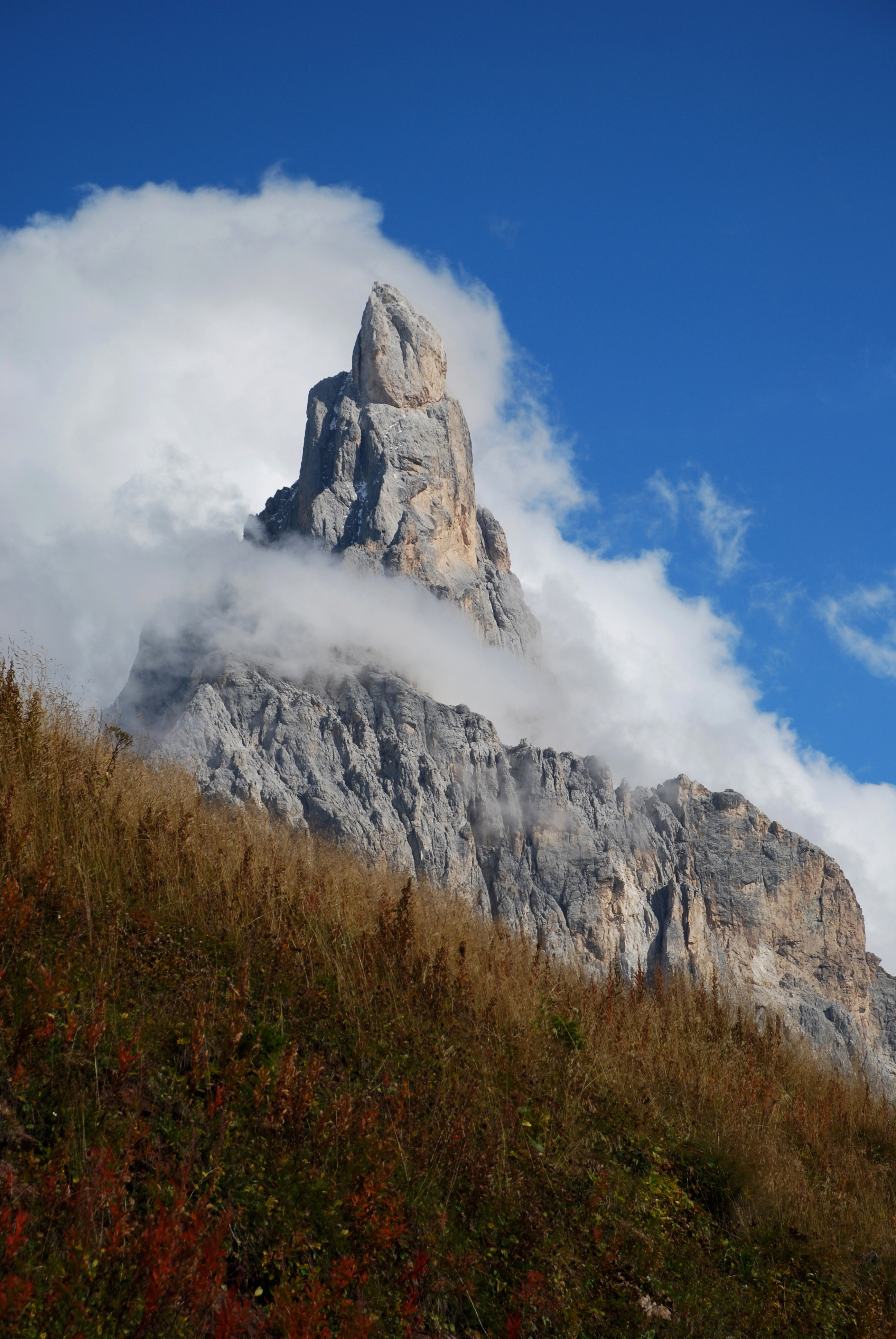
Il Cimon della Pala

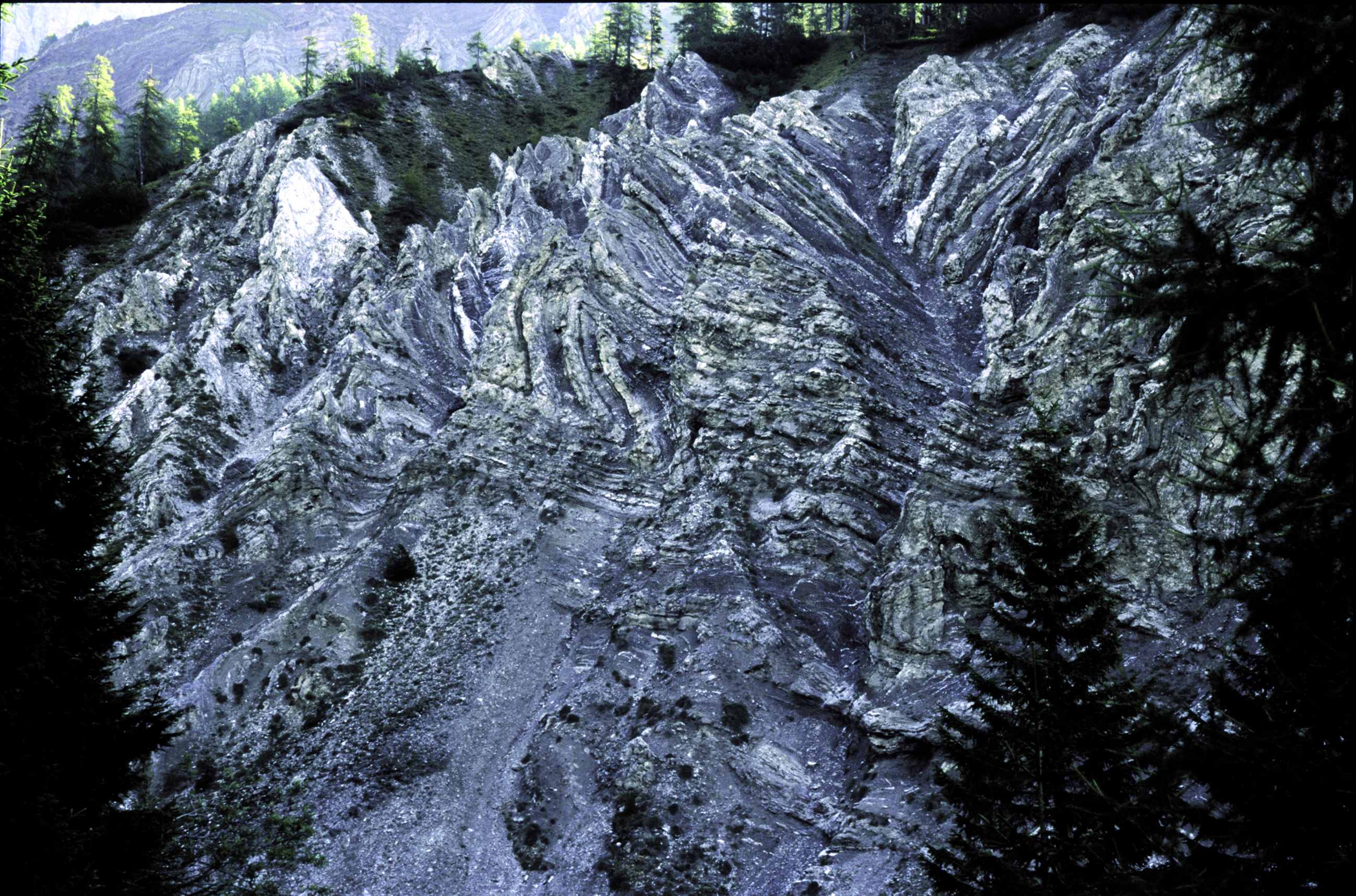
La formazione a Bellerophon nei pressi di Passo Rolle

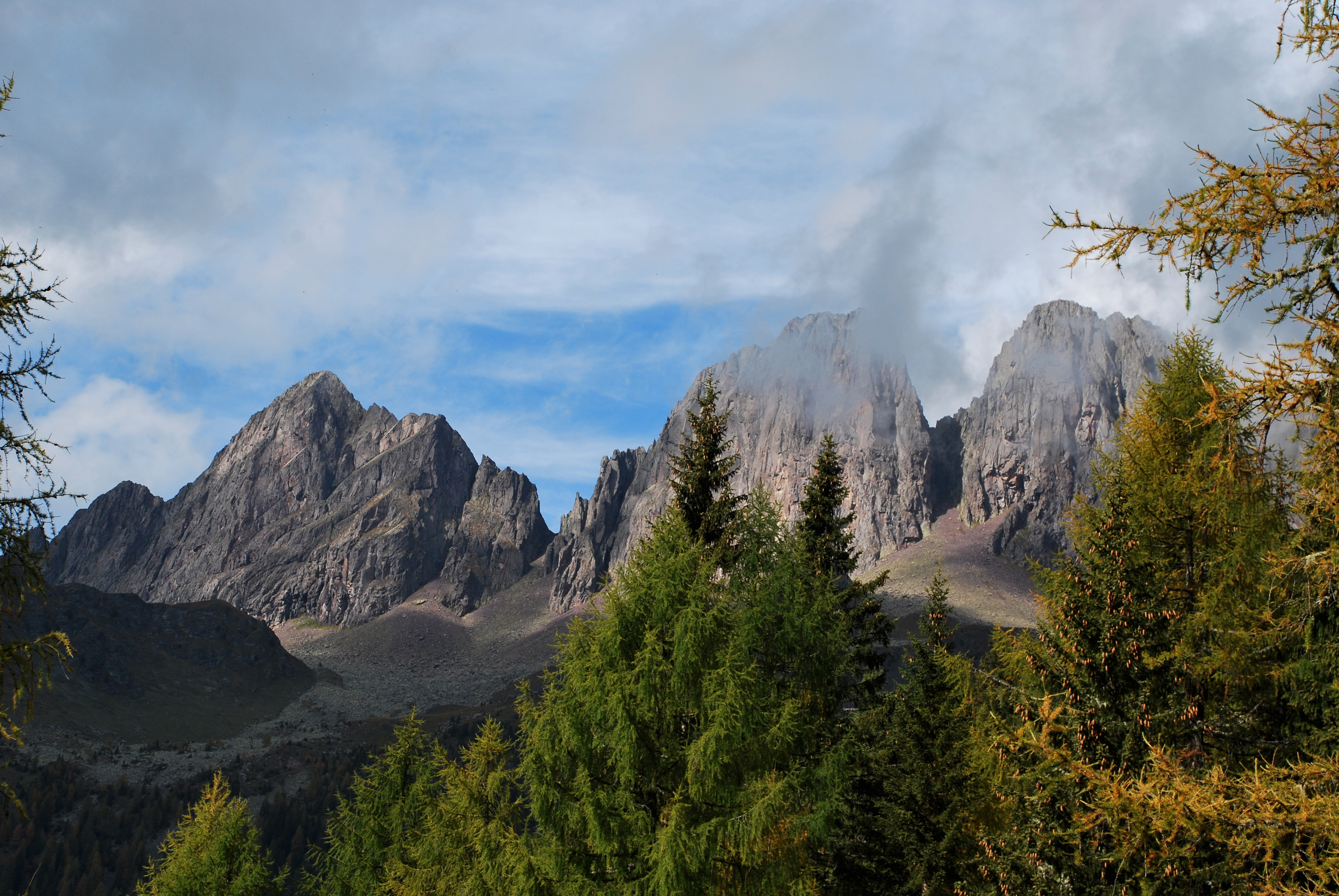
La catena porfirica del Lagorai

Dal punto di vista geomorfologico il Parco si caratterizza per un'elevata diversità di substrati, che determina forme di paesaggio particolari e associazioni vegetali del tutto peculiari.

Ad eccezione dei depositi superficiali del Quaternario, costituiti da depositi morenici, alluvionali e detritici, sono qui presenti le rocce più antiche dell’intera successione dolomitica. I depositi morenici e alluvionali sono presenti principalmente nelle aree al di sotto dei 1550 metri slm, sui versanti della Valle del Cismon poco a valle di San Martino di Castrozza, a Bellamonte e a Paneveggio. Nella parte sud-orientale del Parco (Col dei Cistri, Belvedere, Poline, Piereni) il deposito morenico determina una morfologia dolce.

Le rocce sedimentarie affiorano sulla sinistra orografica del torrente Cismon e in Val Venegia, mentre le rocce magmatiche (o ignee) e le rocce metamorfiche del Permiano affiorano nella zona orientale della catena del Lagorai, massiccio montuoso costituito da porfidi quarziferi, a Passo Rolle, Passo Valles, Colle Margherita fino a Falcade. Più a sud si trovano piccoli affioramenti tra Fiera di Primiero e Passo Cereda.

Circa 250 milioni di anni fa vi fu un’interruzione dell’attività magmatica, preceduta dalla sedimentazione di depositi fluviali su una vasta piana alluvionale. I depositi sono costituiti da strati arenacei feldspato–quarzosi di colore rosso, giallo e grigio, con livelli siltosi e argillosi, intercalazioni conglomeratiche alla base e marnoso-calcaree in sommità. Nell’area del Parco gli spessori degli strati arenacei sono di limitata potenza così come gli affioramenti delle arenarie di Val Gardena. Gli affioramenti principali sono sul versante sud di Passo Lusia, a nord di Malga Bocche, a valle di Malga Juribello.

La successione continua con la formazione a Bellerophon: la sequenza fluviale rappresentata dalle arenarie della Val Gardena venne progressivamente e lentamente ricoperta da una potente successione evaporitica costituita inferiormente da evaporiti gassose alternate a variabili quantità di dolomie, e superiormente da calcari scuri di ambiente relativamente più profondo con abbondante presenza di fossili, tra i quali il gasteropode “Bellerophon”. La formazione è ben esposta a nord-ovest di Paneveggio, lungo alcuni tornanti della strada tra San Martino di Castrozza e Passo Rolle, lungo la valle dal Passo Valles fino a Falcade.

La formazione di Werfen è costituita da un'alternanza di rocce ben stratificate, dai colori vivaci (grigio, rosso, ocra), molto ricche in fossili. È una sequenza di litotipi terrigeni e carbonatici sia a grana fine, come le peliti, calcari marnosi e marne, che a grana più grossolana come arenarie, calcareniti, calcari oolitici. Questa formazione ha una grande variabilità, sia orizzontale che verticale con spessore di qualche centinaio di metri. Affiora in Val Canali, ma, soprattutto, sulla Costazza, Malga Juribello, Cima Valles e sul versante nord di Bellamonte.

Alla base delle grandi pareti dolomitiche troviamo il conglomerato di Richtofen, il calcare di Contrin e la formazione di Livinallongo. Si tratta di calcari, arenarie, calcari talvolta marnosi o dolomitizzati che possono dare luogo a pareti rocciose affioranti, dovute a un arretramento della linea di costa, circa 230 milioni di anni fa.

La Dolomia dello Sciliar, chiara e massiccia, si depose in questa regione circa 200 milioni di anni fa raggiungendo spessori di quasi mille metri ed è visibile oggi in tutto il settore orientale del Parco: sul Cimon della Pala, sul Monte Mulaz, sulla Vezzana e sull’intero complesso delle Pale di San Martino, formando dirupi, canaloni, guglie e ghiaioni.

Nel frattempo si manifestò un’intensa attività magmatica prevalentemente sottomarina. I depositi che si andarono formando, le vulcaniti triassiche, colmarono vaste aree tra le piattaforme carbonatiche allora attuali, depositandosi sui fianchi e in forma di filone.

Tutti i rilievi minori del Parco sono costituiti da filladi quarzose: Cima Valsorda, Cima Valcigolera, la Tognola di San Vittore, la Tognola di Siror, Cima Tognazza, Cima Miesnotta, mentre i porfidi (ignimbriti) costituiscono la catena del Lagorai, dalla Tognazza-Cavallazza verso ovest fino al limite del Parco. Determinano ripide pareti rocciose, creste affilate, ghiaioni.

## Flora

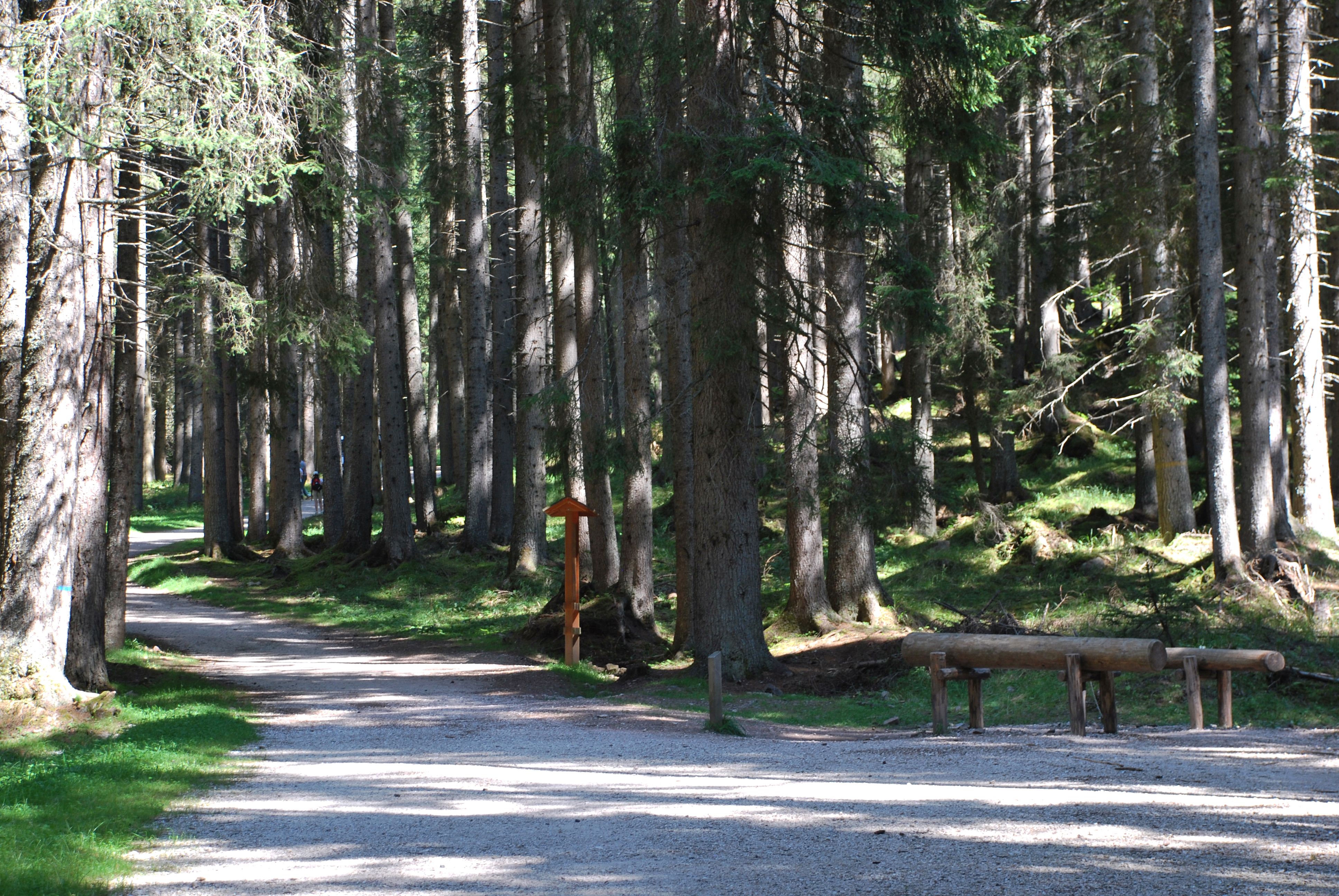
La foresta di Paneveggio

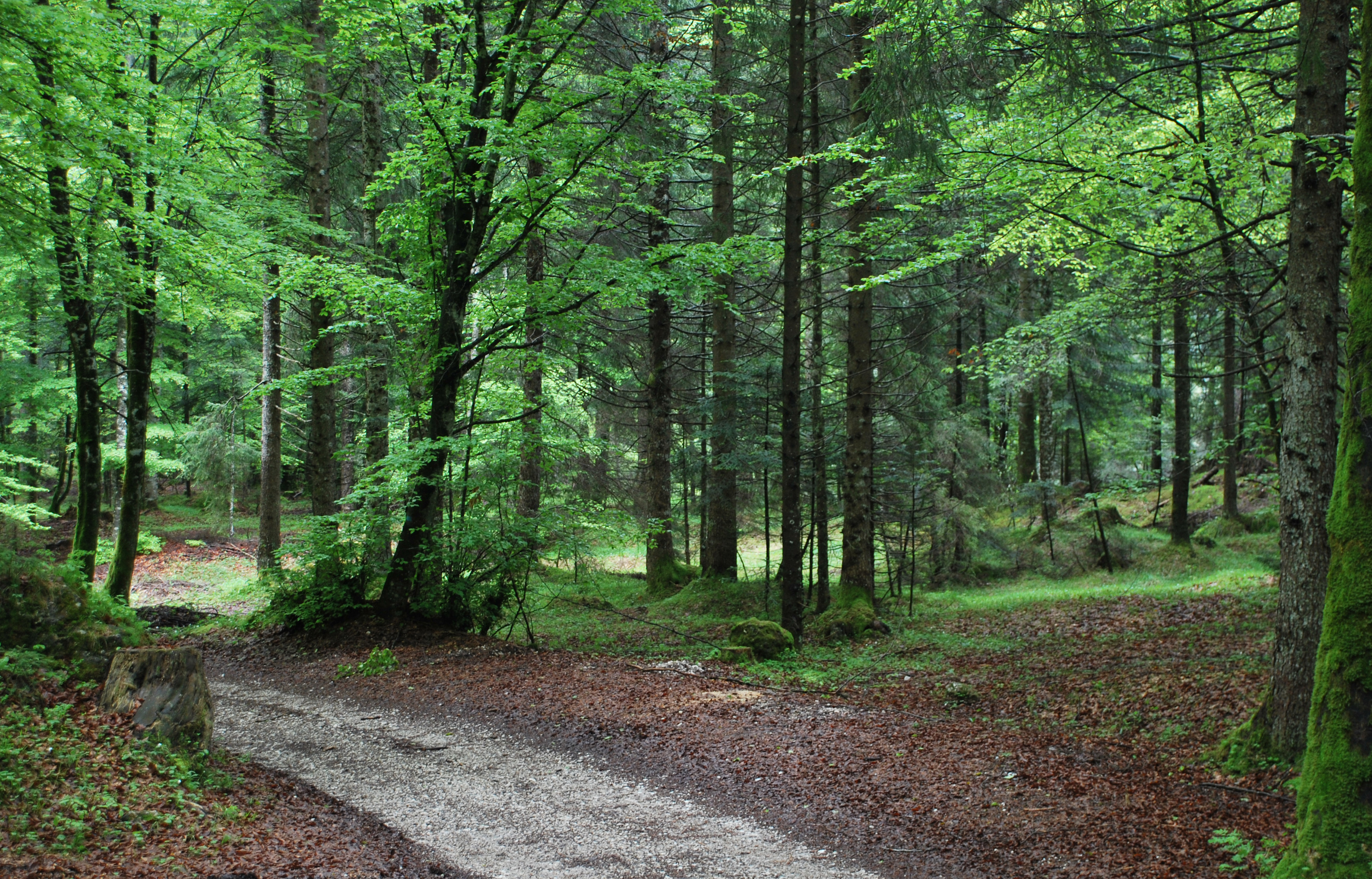
Aspetto del bosco misto alle quote minori del Parco

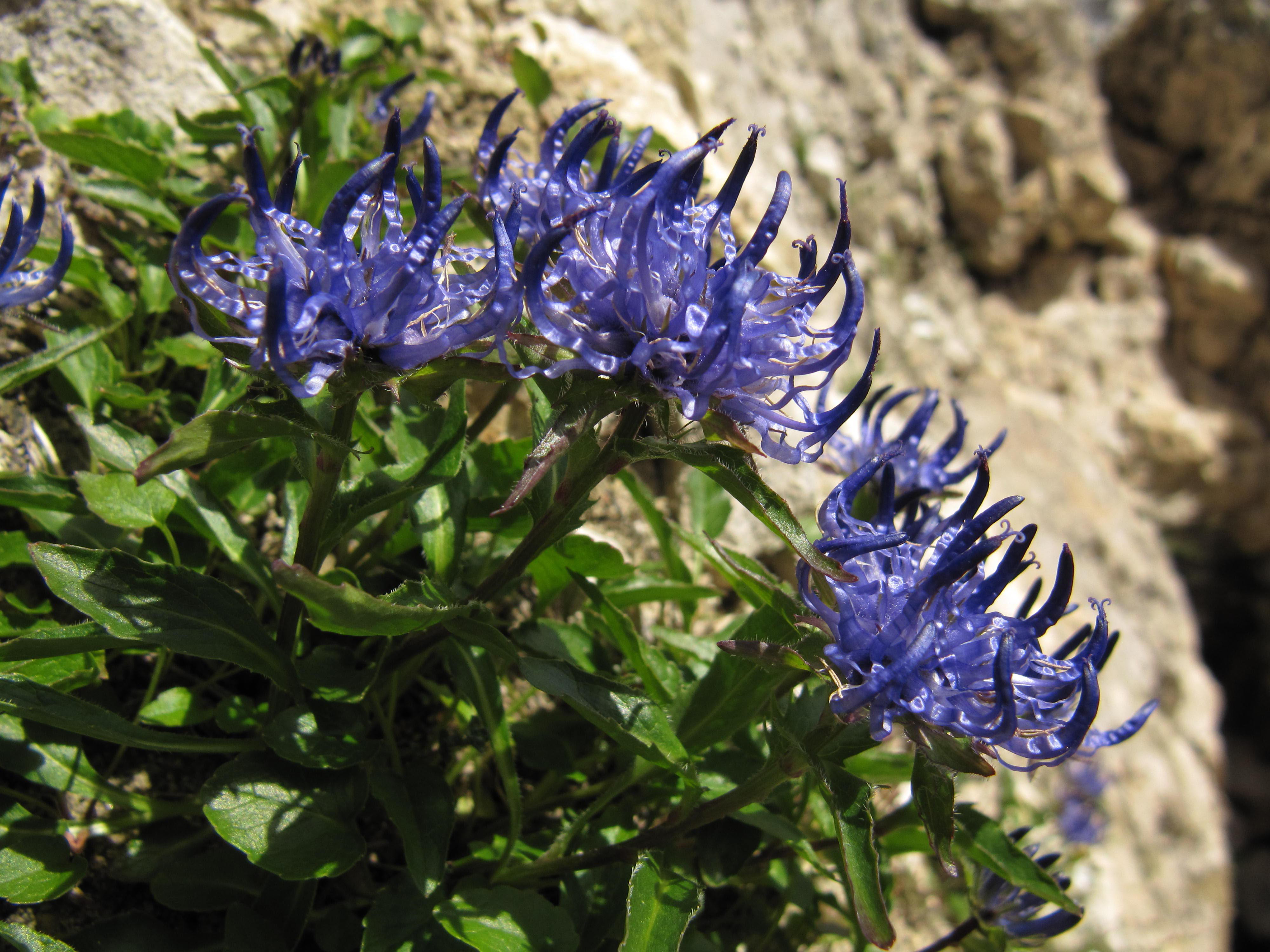
Phyteuma sieberi

La differenziazione dei paesaggi e degli ecosistemi nel Parco è data principalmente dalla natura sia carbonatica che vulcanica e metamorfica delle rocce affioranti. La barriera naturale formata dalle catene montuose delle Pale di San Martino e del Lagorai interrompe il flusso delle correnti umide provenienti dal mare, rendendo più vario ancora il disporsi della vegetazione all’interno dei territori che a questi monti si contrappongono.

Nel piano submontano si trova una vegetazione più termofila che vede la presenza dell’orniello, della rovere e della roverella, nonché del castagno.

Nel piano montano vegetano, la fascia altimetrica tra i 1500 e i 1900 metri di quota è occupata in prevalenza (85%) da abete rosso; è in questo contesto che si trova la Foresta Demaniale di Paneveggio, un’estensione di conifere di oltre 2700 ettari, famosa per la produzione di legno “di risonanza”, utilizzato per la costruzione di strumenti musicali. Più in alto, fin verso i 2200 m. slm, diventano più frequenti il larice e il pino cembro. L'abete bianco è più diffuso nel tratto di foresta di fronte a Bellamonte.

L’orizzonte subalpino con i suoi arbusti contorti si spinge fino ai 2400 metri di quota, e oltre, nel piano alpino vero e proprio, si sviluppano le praterie a cotica continua al quale segue l’orizzonte nivale che caratterizza le quote più elevate a formazioni pioniere. Porfidi e formazioni metamorfiche sono ricche di piccoli laghetti che aumentano la diversità floristica del Parco dove vegeta il raro Potamogeton praelongus.

Numerose sono le specie endemiche: tra le più celebri del Parco vi sono Campanula morettiana, Primula tyrolensis e Saxifraga facchini. Vanno ricordate poi Rhizobotrya alpina, pianta antica di grandissimo interesse in quanto endemica non solo come specie ma anche come genere, unico caso per la flora delle Dolomiti. Interessante è pure la presenza di Draba dolomitica come pure quella delle specie endemiche ad areale più esteso dell’ambito dolomitico: Physoplexis comosa, Minuartia rupestris, Minuartia austriaca, Cerastium carinthiacum, Phyteuma sieberi, Silene alpestris, Aquilegia einseleana e altre ancora.

Il territorio del Parco è ideale per lo sviluppo dei licheni, soprattutto per la molteplicità dei substrati e la diversificazione del clima; le entità note sono circa 650, mentre vengono ritenute presenti almeno un migliaio di specie. La metà delle specie licheniche del Parco è concentrata negli ambienti rupestri; in quelli silicei è presente il 30% della flora, mentre in quelli carbonatici il 20%. Per la loro rarità, ben 59 specie sono interessanti dal punto di vista conservazionistico.

## Fauna
Il Parco, per la sua moltitudine di paesaggi e per l’integrità dei sistemi ambientali, ospita una grande varietà di specie animali.

### Mammiferi

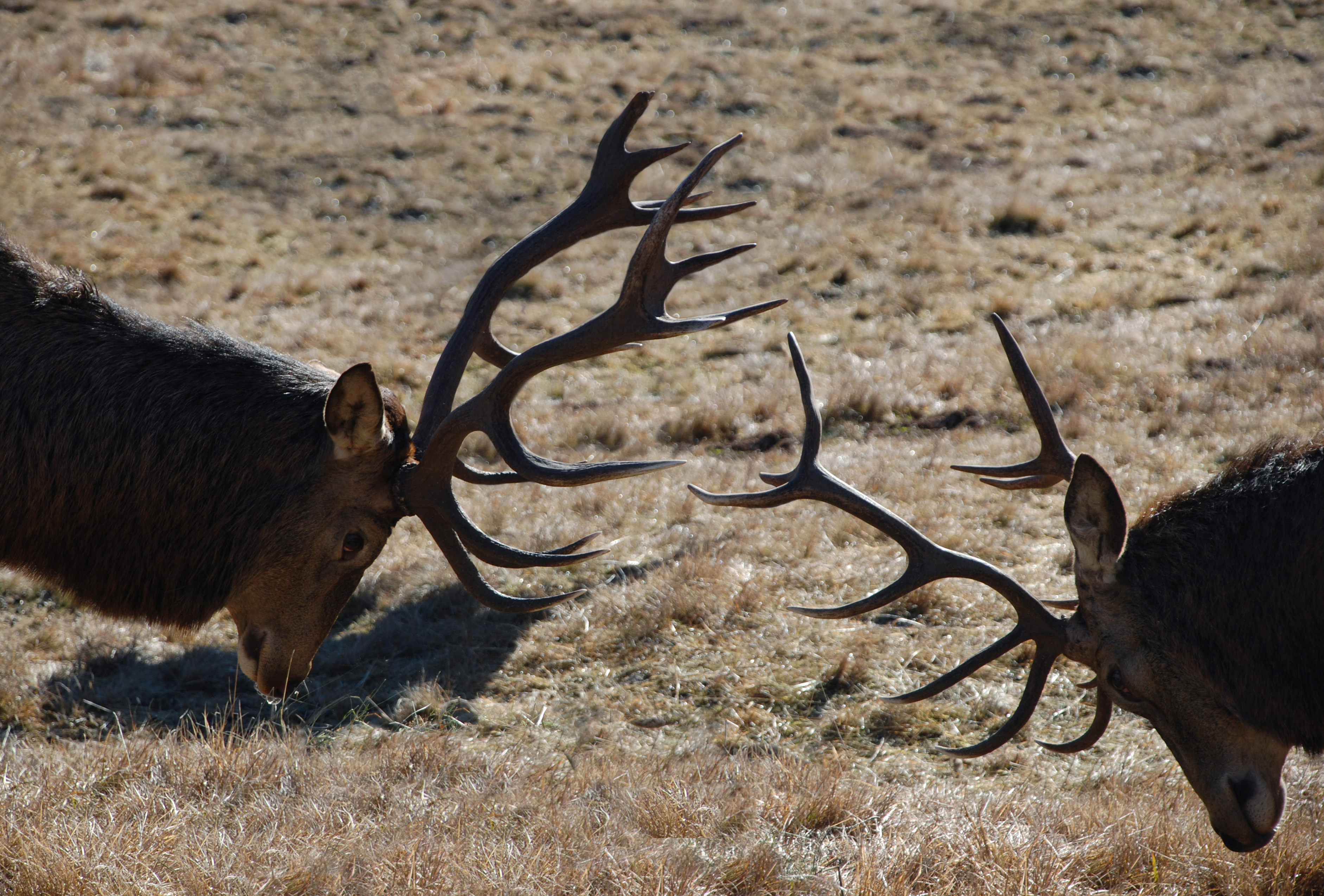
Cervi a Paneveggio

Tra i mammiferi, sicuramente risaltano gli ungulati: primo tra questi, il cervo, simbolo del Parco, insediatosi nell'area a partire dai pochi esemplari usciti fortuitamente dal "recinto di Paneveggio" nel 1963; troviamo poi il capriolo, ben distribuito in tutto il territorio del Parco. A quote più alte è presente il camoscio, con un'ampia popolazione; dall’anno 2000 si è avviato poi un progetto di ripopolamento dello stambecco sulla catena delle Pale di San Martino, con un'immissione di trenta esemplari.

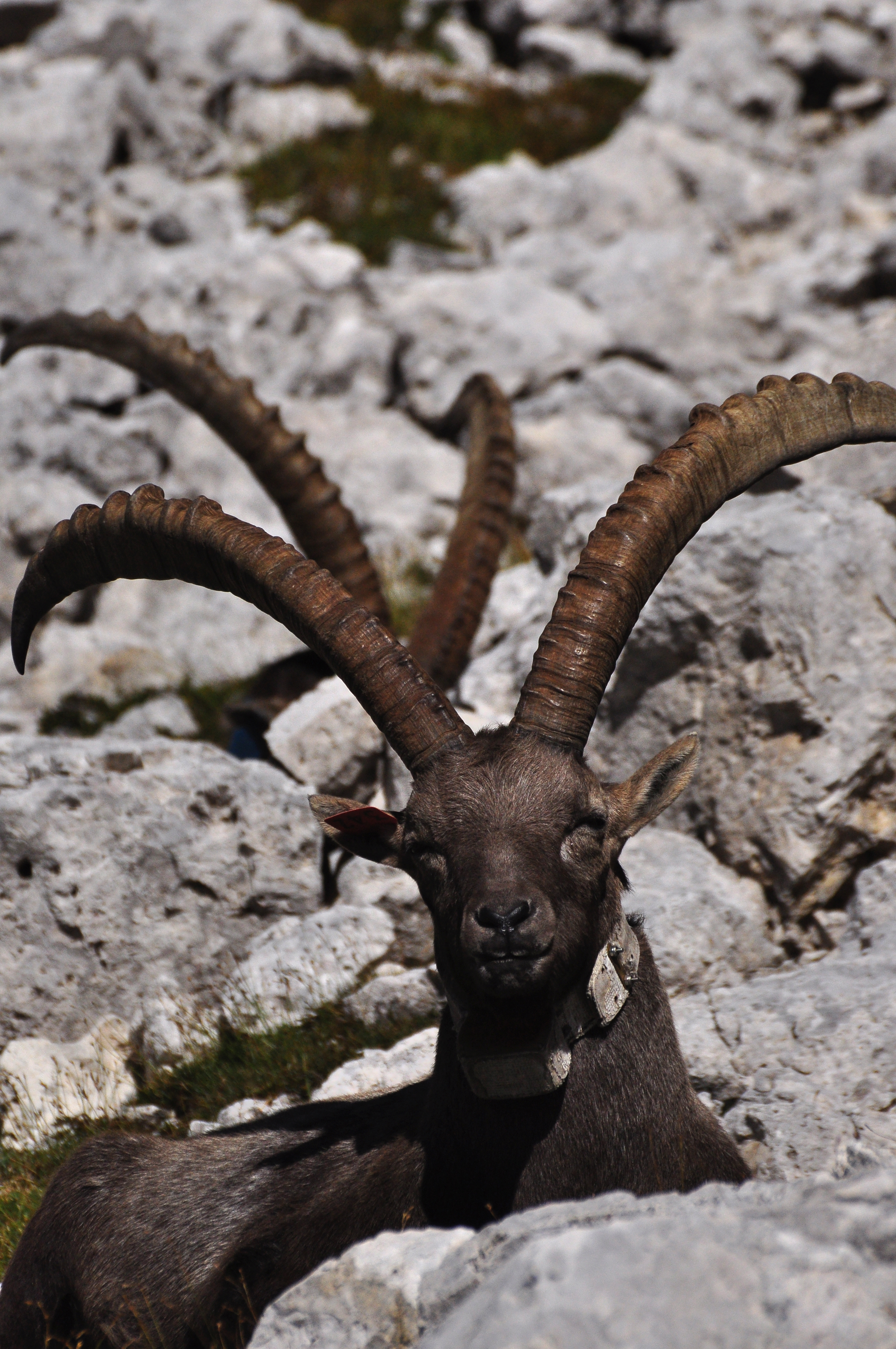
Stambecchi nel Parco

La lepre comune vive solamente in Val Canali e alle pendici delle Pale; salendo di quota sopra i 1300 m. si trova invece la lepre bianca, diffusa in tutto il Parco.

Tra i carnivori il più frequente è la volpe, ma si incontrano anche alcuni mustelidi: tra questi Il tasso (Meles meles) è quello che si trova più frequentemente nel territorio del Parco, soprattutto nella zona meridionale. Di grande interesse è la presenza di entrambe le specie del genere Martes: la faina (Martes foina) e la martora (Martes martes). La prima frequenta abitualmente vecchi ruderi, fienili e stalle, avvicinandosi spesso alle zone abitate; la martora è invece decisamente più forestale.
Nelle praterie alpine la marmotta scava tane sotterranee anche di notevole estensione. Questo simpatico roditore vive in colonie i cui membri fanno a turno la guardia per difendersi dai predatori, aquila e volpe. Appena ne viene avvistato uno, la sentinella emette un caratteristico fischio, singolo o a ripetizione a seconda che il pericolo venga dal cielo o da terra, che allarma il resto della colonia, diminuendo così le probabilità di successo del predatore.

Molti micromammiferi vivono nel Parco ed è stata accertata la presenza di 13 specie di roditori e 6 di insettivori: tra i roditori ricordiamo lo scoiattolo e il ghiro, entrambi ben diffusi; tra gli insettivori la talpa, il toporagno alpino e il toporagno acquaiolo di Miller, ancora poco conosciuto.

### Uccelli

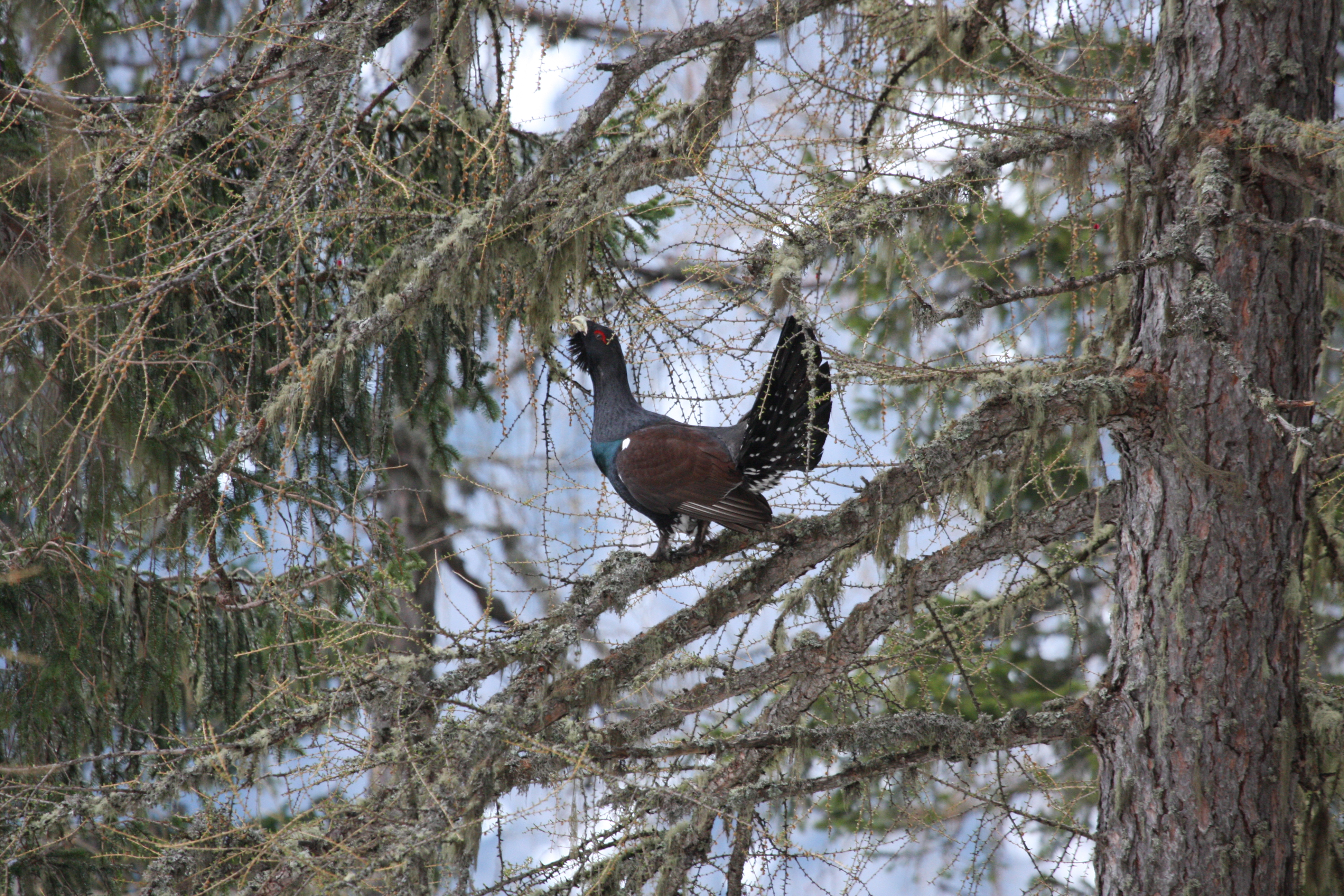
Gallo cedrone

Nel periodo riproduttivo vi sono oltre 80 specie di uccelli nel territorio del Parco: una notevole diversità per un’area relativamente piccola, ma caratterizzata da un’ampia diversità di ambienti.
Spiccano il gallo cedrone, il più grande fra i galliformi italiani e scomparso dalla maggior parte delle foreste delle Alpi e il fagiano di monte o gallo forcello. La pernice bianca vive ad altitudini maggiori, nelle praterie alpine, e il francolino di monte è, invece, il tetraonide forestale per eccellenza. Il gufo reale e l’aquila reale sono gli unici superpredatori alati presenti nel territorio del Parco. Sono diffusi invece predatori quali la poiana e il falco pecchiaiolo. Gli Strigidi annoverano cinque specie nel Parco: oltre al gufo reale sono presenti l'allocco e il gufo comune, la civetta capogrosso e la civetta nana. Ancora, troviamo rapaci come l'astore e lo sparviero, mentre l'unico rappresentante dei Falconidi è il gheppio.
Tra i Picidi, presenti con 6 specie accertate, ricordiamo il raro picchio tridattilo, del quale si è scoperta la presenza nel territorio del Parco da non molti anni, e il picchio nero.
Tra gli altri, nel Parco sono presenti il regolo, la capinera, la cesena e la tordela; inoltre il merlo acquaiolo e il rampichino alpestre.
Un cenno particolare va fatto alla presenza, come nidificante, del re di quaglie, rallide che sta dando timidi segnali di ripresa, dopo il tracollo avuto nei decenni scorsi a causa della meccanizzazione delle attività di sfalcio.

### Anfibi e rettili
Fra gli anfibi sicuramente la specie più interessante è la salamandra alpina: creduta sino a qualche anno fa rara, la si può incontrare con relativa facilità negli ambienti detritici e nei boschi d’alta quota dei basamenti dolomitici del Parco. I laghetti alpini ospitano il tritone alpino, che nel periodo degli amori assume una livrea molto appariscente, con colorazione bluastra nella parte superiore e arancione sul ventre.

Presso i muretti a secco, non è difficile incontrare rettili innocui come il colubro liscio, mentre legata agli ambienti umidi è la natrice. Tra i rettili velenosi, si trova la vipera comune in zone soleggiate al di sotto dei 1200 metri di quota e, ad altitudini superiori, il marasso, spesso in livrea melanica.

### Invertebrati
Nel Parco è elevata la presenza di lepidotteri: si contano circa un centinaio di specie di farfalle, alcune delle quali particolarmente interessanti.

Tra l'enorme varietà di insetti del Parco è facile poi riconoscere i nidi della formica rossa, specie “spazzino” e predatrice d'insetti presente in tutte le peccete del Parco.

Di notevole valore scientifico e conservazionistico è la presenza di un ormai raro invertebrato acquatico, il gambero di fiume: lo troviamo nel laghetto Welsperg in Val Canali, grazie a un intervento di riqualificazione dell'area.

### Ittiofauna
I corsi d’acqua sono popolati dalla trota marmorata e dalla trota fario, mentre nei laghetti d’alta quota è sicura la presenza del salmerino alpino.

## Dolomiti UNESCO

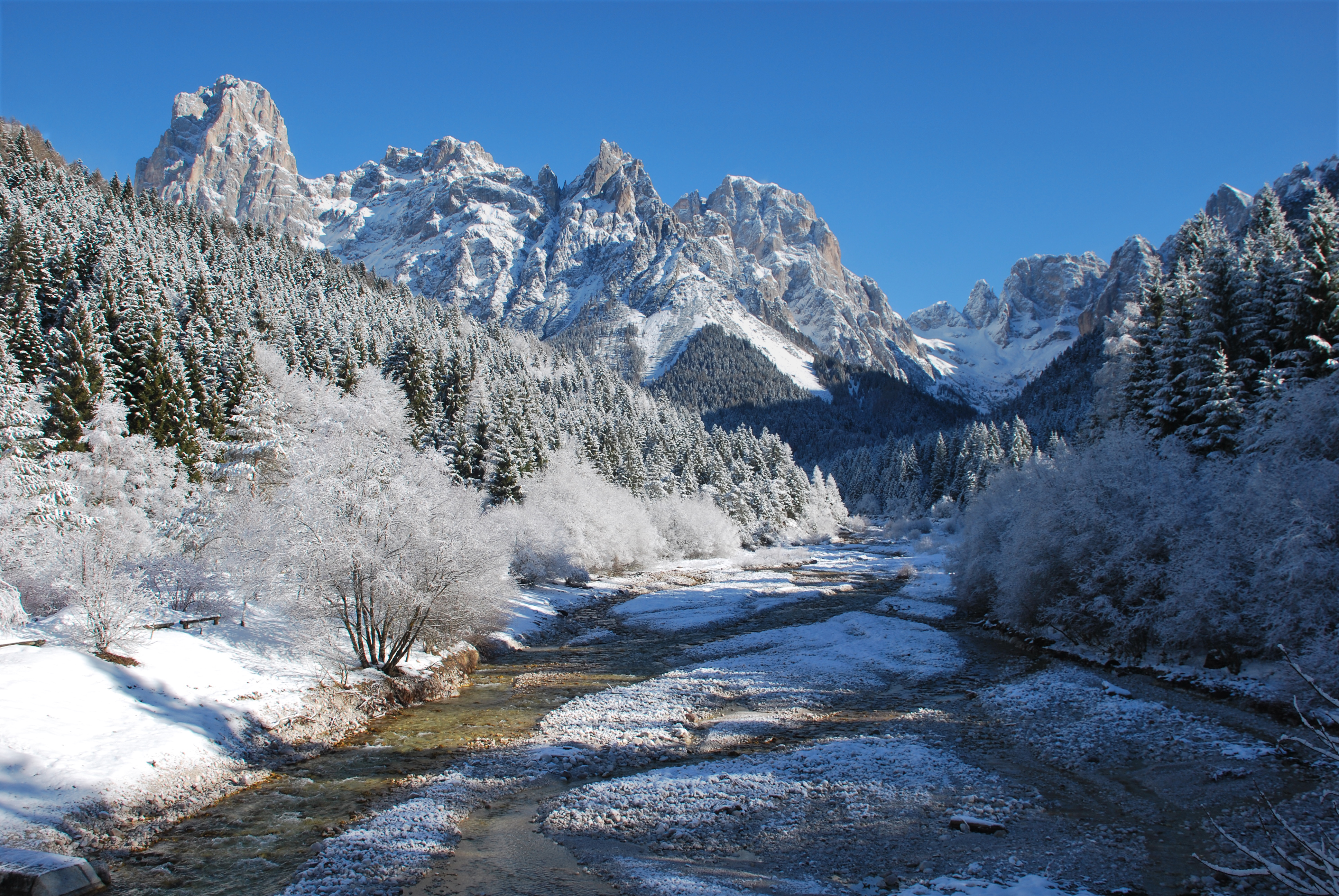
Veduta invernale della Val Canali e del gruppo dolomitico delle Pale di San Martino, Patrimonio Naturale dell'Umanità

Una significativa porzione del territorio del Parco, segnatamente il Gruppo delle Pale di San Martino, è inserita nel Bene “Dolomiti UNESCO”, uno dei 4 siti naturali italiani inseriti nella lista del Patrimonio dell'umanità. Il riconoscimento si è avuto il 26 giugno 2009 a Siviglia. Le Dolomiti sono entrate a far parte del Patrimonio mondiale UNESCO per l'eccezionale valore paesaggistico e per lo straordinario valore geologico, e sono un sito seriale, articolato in 9 sistemi localizzati in tre diverse regioni (Trentino-Alto Adige, Veneto e Friuli Venezia Giulia); il Parco rientra nel Sistema 3, “Pale di San Martino, San Lucano, Dolomiti Bellunesi, Vette Feltrine”. Con una superficie di 31.666 ettari compresa tra la provincia di Trento e quella di Belluno, si tratta del secondo sistema per estensione; il Sistema 3 comprende anche un'altra importantissima area protetta, il Parco Nazionale delle Dolomiti Bellunesi.

## Territorio
Il territorio del Parco interessa tre vallate dolomitiche: il Primiero (nel quale è compresa anche l'ampia Valle del Vanoi) e le valli di Fiemme e di Fassa; ha alle sue porte centri turistici importanti e di antica tradizione, come San Martino di Castrozza, Predazzo e Moena, ma all'interno del Parco è presente un solo nucleo insediativo di una certa rilevanza, quello di passo Rolle, costituito in larga parte da edifici adibiti a ricettività. Altri piccoli nuclei sono quelli di Paneveggio e della Val Canali. Notevole è il patrimonio di edificato rurale, in gran parte caratterizzato da pregevoli e peculiari tipologie costruttive: nel Parco si contano infatti oltre 330 edifici censiti come baite e 87 edifici afferenti alle malghe. Un cenno particolare, anche per le complessità nella gestione territoriale che ne derivano, meritano le infrastrutture per il turismo invernale: ricadono infatti direttamente entro i confini dell'area protetta la gran parte del sistema piste-impianti dell'area sciabile San Martino di Castrozza – Passo Rolle e una piccola porzione di quella del comune di Moena.

### Comuni
Il Parco si estende nel territorio di 7 comuni:
- Canal San Bovo
- Imèr
- Mezzano
- Moena
- Predazzo
- Primiero San Martino di Castrozza
- Sagron Mis

### Monumenti e luoghi di interesse turistico

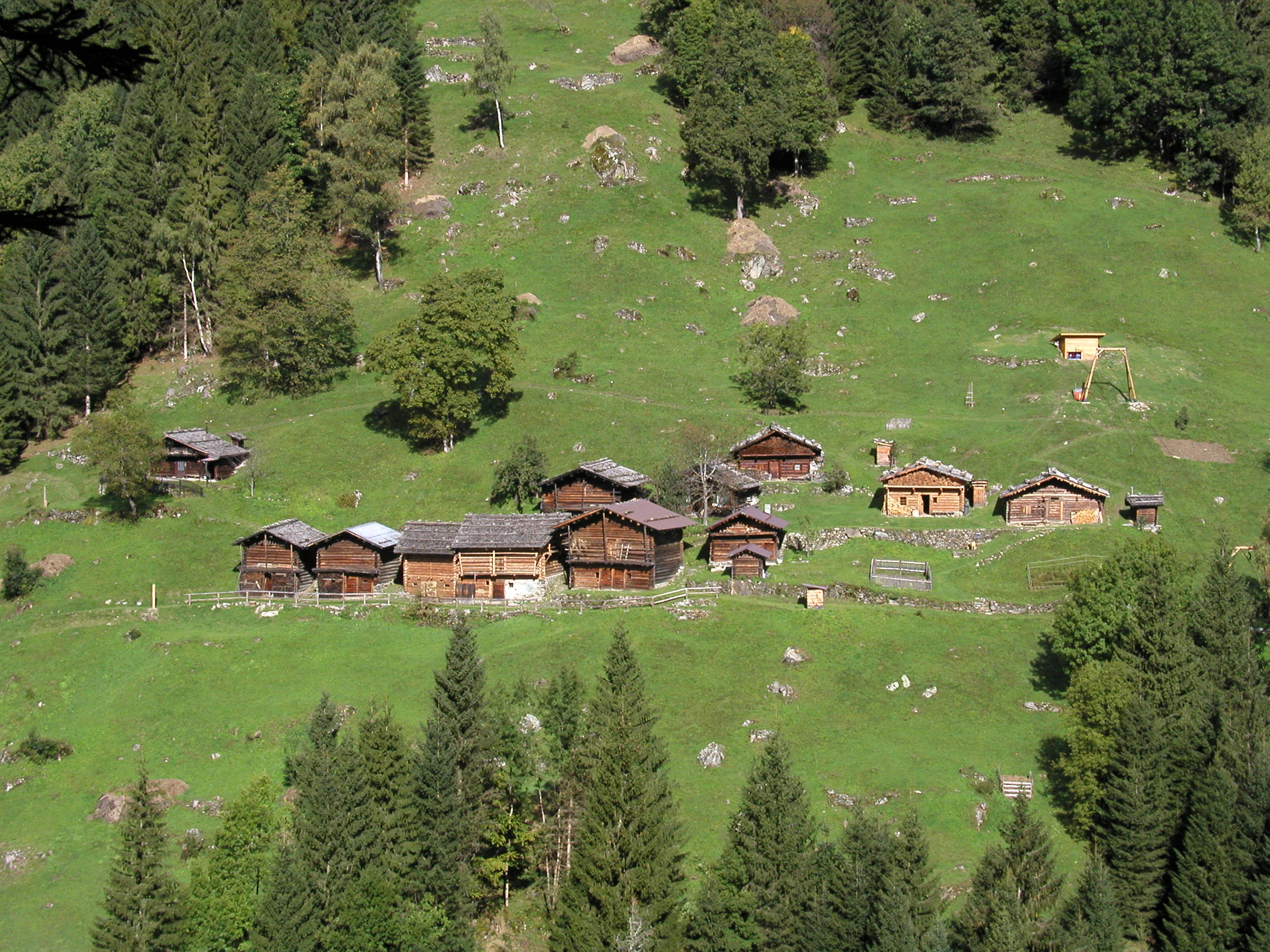
I Pradi de Tognòla nella Valle del Vanoi

I comuni del Parco, con la loro storia e le loro tradizioni, meritano tutti una visita.

Tra i luoghi da vedere, a Fiera di Primiero il Palazzo delle miniere, un edificio costruito nel '400 in stile tardo-gotico: un tempo sede del giudice minerario, ospita oggi mostre permanenti e temporanee; quattrocentesca è anche la chiesa arcipretale di Fiera, in stile gotico, ma costruita su absidi di epoche precedenti.

A Tonadico sono da segnalare Palazzo Scopoli, ora sede del municipio, e le rovine di Castel Pietra, che si ergono all'ingresso della Val Canali.

Tre mostre permanenti arricchiscono i comuni del Primiero: a Mezzano, paese inserito nel circuito de “I Borghi più belli d'Italia”, “Cataste e canzei”, artistiche cataste di legna disseminate per il centro storico; a Imèr “SentArte”, esposizione di panchine artistiche d'autore; a Siror “Il sentiero delle leggende”, percorso di bassorilievi in legno ispirati alle leggende primierotte.

Nella Valle del Vanoi, l'Ecomuseo propone percorsi legati ad alcuni temi (l'acqua, il sacro, la mobilità, l'erba, il legno, la guerra, la pietra); la Casa dell'Ecomuseo, a Canal San Bovo, ospita anche mostre.

A Predazzo, in Val di Fiemme, meritano una visita il Museo geologico delle Dolomiti, la chiesa dei Santi Filippo e Giacomo, costruita nell'Ottocento in stile neogotico e il Palazzo della Regola Feudale, un tempo Palazzo Maultasch.

In località Paneveggio (comune di Predazzo) si trovano due forti militari austro-ungarici utilizzati durante la prima guerra mondiale: il Forte Buso e il Forte Dossaccio, collegati tra di loro e con il Forte Someda, nel comune di Moena.

A Moena, in Val di Fassa, tra i luoghi da vedere ci sono la chiesa arcipretale di San Vigilio, consacrata nel 1164 e rimaneggiata successivamente in stile gotico, e la piccola chiesa di San Volfango, luogo di culto più antico di Moena, secondo la tradizione.

### Artigianato e gastronomia
Le lavorazioni artigianali tipiche di questo territorio sono i tessuti lavorati a mano e i prodotti in legno, dalle sculture artistiche, ai giocattoli, agli arredi.

La gastronomia è basata su prodotti tipici trentini, come i canederli, la zuppa d'orzo, i salumi e lo speck, lo strudel o i piatti a base di selvaggina.

Specifici del Primiero sono invece la tosèla, un formaggio fresco (una cagliata) prodotto con latte vaccino e consumato a fette, rosolato nel burro, e gli gnocchi di patate conditi con la ricotta affumicata (poina fumada). Da assaggiare è sicuramente il “botiro di malga a panna cruda”, un burro di malga dalla lavorazione tradizionale; ai tempi della Serenissima, il miglior burro in vendita a Venezia proveniva dagli alpeggi di Primiero e dai monti del Lagorai; l'ottima qualità era data dalla ricchezza floristica e dalla lavorazione accurata, grazie alla quale si otteneva un prodotto conservabile per molti mesi. Oggi, da alcuni anni, un Presidio Slow Food si propone di rilanciarne la produzione.

Tipico della zona di Moena è il puzzone di Moena, un formaggio a pasta lavata dall'aroma deciso, a marchio D.O.P.

## Sedi e accessi

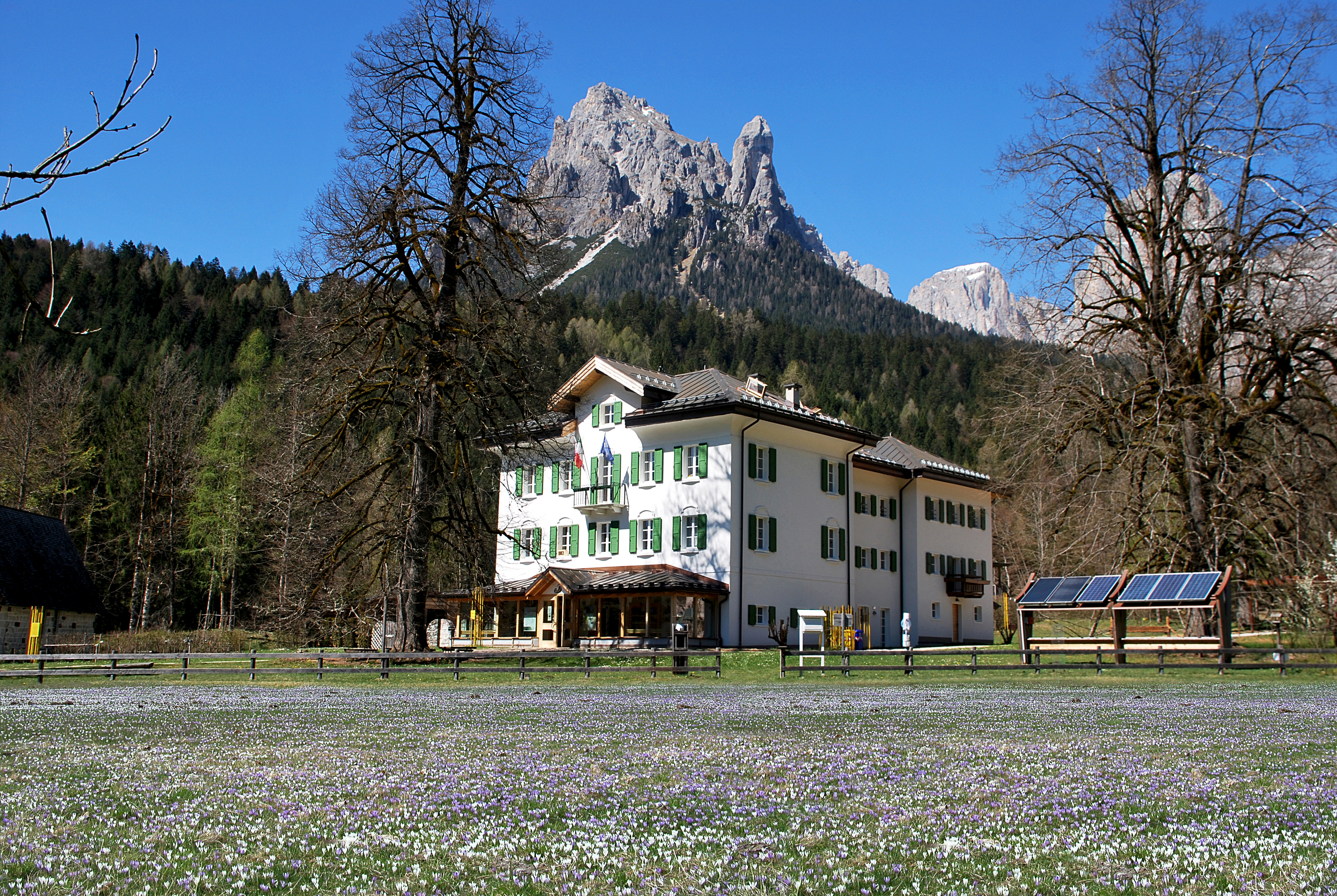
Villa Welsperg, la sede del Parco

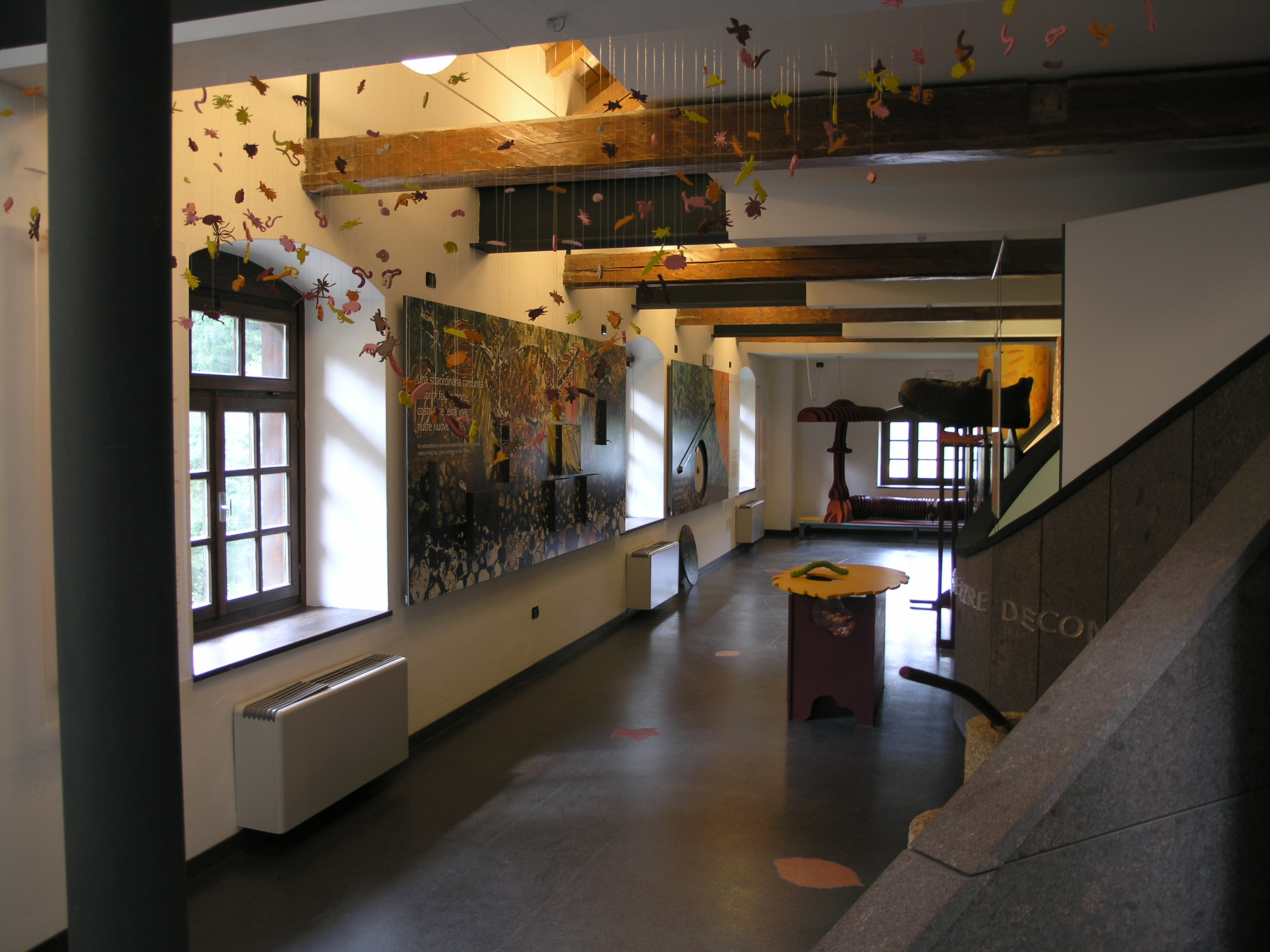
L'interno del Centro Visitatori di Paneveggio

Vi sono 3 centri visitatori e diverse vie d'accesso al Parco:
- Villa Welsperg: situata in Val Canali, vicino al laghetto omonimo, è l'accesso al Parco dalla valle del Primiero. Costruita nel 1853, era un tempo residenza dei Conti Welsperg; dal 1996, modernamente ristrutturata e attrezzata, è la sede dell'Ente Parco e ne ospita gli uffici amministrativi e tecnici. Oltre al centro visitatori dedicato al mondo delle aree protette, al territorio del Parco e alla vita acquatica in ambiente alpino, ci sono un'ampia biblioteca, con una sezione dedicata allo scrittore Dino Buzzati, e una fisioteca. Villa Welsperg è un complesso di tre edifici: la villa, la chiesetta e il tabià (fienile), nel quale vengono organizzati mostre ed eventi; intorno, un grande giardino, un orto di piante officinali e un “campo custode”, che ha il compito di preservare l'alto grado di biodiversità delle specie coltivabili. Attorno al complesso di villa Welsperg si snoda il “Percorso delle muse Fedaie”, un itinerario pianeggiante e accessibile a tutti, che porta i visitatori alla scoperta della biodiversità.
- Il Centro Terra Foresta di Paneveggio: situato lungo la strada che da Predazzo sale al Passo Rolle, è l'accesso al Parco dalla Val di Fiemme. Racconta dell'omonima foresta, a tutti nota come la Foresta dei Violini, e degli animali del bosco. In un grande recinto accanto al centro visitatori si possono osservare alcuni cervi.
- Il centro visitatori di San Martino di Castrozza: ha come tema l'ambiente di alta montagna e la geologia delle Dolomiti, che qui sono l'indubbio polo di attrazione, e l'aquila, animale di casa fra le Pale di San Martino e il Lagorai.
- Il Sentiero Etnografico del Vanoi è un insieme di percorsi attrezzati che si snodano nell'alta Valle del Vanoi, tra il paese di Caoria a 845 m. di quota e malga Vesnòta de sora a 1879 m. attraversando i luoghi che gli abitanti hanno animato, costruito e trasformato nei secoli con la loro attività. Sono proposti quattro itinerari, ognuno di essi sviluppa un tema specifico. Gli itinerari e il loro significato culturale sono illustrati nella Casa del sentiero Etnografico, aperta nei mesi estivi nell'abitato di Caoria.

## Attività
Il Parco propone in ogni stagione attività per i residenti e i visitatori: tra queste, escursioni a piedi e con le ciaspole, laboratori ambientali, convegni scientifici e incontri con autori ed esperti; si occupa, inoltre, di attività didattiche per le scuole locali e non.

Nel territorio del Parco è inoltre possibile praticare molti sport e attività all'aria aperta: la rete di sentieri è il luogo ideale per l'escursionismo e per le uscite in mountain bike; le Pale di San Martino sono una delle migliori mete al mondo per l'alpinismo e l'arrampicata, e molte pagine storiche di queste discipline sono state scritte proprio qui. San Martino di Castrozza e Passo Rolle sono località rinomate per lo sci alpino e lo snowboarding, mentre in Primiero sono molto praticati lo sci di fondo e l'orienteering.

## La tempesta Vaia dell'ottobre 2018
Negli ultimi giorni del mese di ottobre del 2018 l'area del Parco naturale (con diverse altre aree del nord ma in particolare dell'Italia nord-orientale) è stata interessata da un evento catastrofico (poi chiamato tempesta Vaia) che ha fatto alcune vittime e prodotto incalcolabili danni al patrimonio boschivo. Complessivamente oltre 650 ettari di bosco del Parco hanno subito schianti e cadute di alberi. Sono state colpite anche foreste storiche e note da secoli per la qualità unica del legno ottenuto dai suoi alberi ed utilizzato anche per la produzione di strumenti musicali di grande qualità, sin dai tempi di Antonio Stradivari.